# Кибальчич, Олег Алексеевич
Кибальчич Олег Алексеевич (20 февраля 1929, хутор Хлопков — 26 марта 2001, Москва) — советский, российский экономико-географ, кандидат географических наук, старший научный сотрудник, организатор науки.

## Биография
Родился 20 февраля 1929 года на хуторе Хлопков, Киевская область, Украина.
Окончил среднюю школу в Рыбинске. В 1952 году — географический факультет МГУ, там же — аспирантуру (научный руководитель — профессор И. М. Маергойз). Кандидатская диссертация (МГУ, 1962).
- В 1956—1967 — младший научный сотрудник, старший научный сотрудник Института комплексных транспортных проблем Академии наук СССР (позже Госплана СССР).
- В 1967—1969 — старший научный сотрудник сектора Урала Совета по изучению производительных сил (СОПС) при Госплане СССР.
- В 1969—1978 — заведующий сектором Уральского района Отдела размещения производительных сил ЦЭНИИ Госплана РСФСР.
- В 1978—1991 — старший научный сотрудник, заведующий отделом (лабораторией) экономической географии СССР Института географии Академии наук СССР.

## Научная деятельность
Видный организатор общественно-научной жизни географов Москвы в 1960-е — 1980-е гг. Был первым заместителем И. Д. Папанина на посту председателя Московского филиала Географического общества СССР. Член редколлегии «Вопросов географии», редактор и председатель редколлегии многих тематических сборников. Долгое время сотрудничал с ВИНИТИ, подготовил несколько выпусков серии «Итоги науки и техники. География СССР». Член оргкомитета ряда научных совещаний и сессий экономико-географической секции Международная академия регионального развития и сотрудничества, редактор сборников трудов этих сессий за 1985—1990 годы. Один из ведущих специалистов по экономической географии СССР в 1970-х — 1980-х годах. Научный сотрудник и руководитель подразделений в ряде институтов Академии наук СССР, Госплана СССР и Госплана РСФСР. Развивал районное направление в экономической географии. Автор фундаментальных работ по экономическому районированию, территориально-производственным комплексам, расселению, географии пассажирского транспорта. Разработал оригинальный вариант экономического районирования СССР на мезоуровне. Предложил новые подходы к изучению пассажирских перевозок. Изучал влияние экономических процессов на региональное развитие. Исследовал территориальную организацию хозяйства Казахстана, Украины, Урала, Сибири.

### Работы
- Некоторые вопросы преобразования природы и хозяйства Западного Казахстана // Вопросы географии. Сб.28. М.: 1952. (В соавторстве).
- Опыт разработки гипотезы межрайонных пассажирских потоков на генеральную перспективу // Вопросы географии. Сб.57. М.: 1962.
- Опыт дробного районирования территории крупного экономического района (на примере Донецко-Приднепровского районного производственного комплекса) // Вопросы географии. Сб.65. М.: 1964.
- Проблемы формирования районных производственных комплексов Сибири (в связи с проблемами районирования) // Развитие и размещение производительных сил Сибири. Новосибирск, 1969.
- Проблемы хозяйственного развития Уральского экономического района // Размещение производительных сил Урала. Свердловск, 1975.
- Территориально-производственные комплексы — ведущее звено территориальной организации производительных сил СССР // Новые территориальные комплексы СССР. М., 1977. Гл 1.
- Общая теория формирования и функционирования территориально-производственных комплексов CCCP // Изучение территориальных производственных структур экономических районов. М., 1978.
- Взаимосвязь размещения производства и расселения людей в СССР: Препринт. М, — Киев,1979. (В соавторстве).
- Экономическое районирование в свете системно-структурной методологии // Территориальная организация народного хозяйства Советского Союза. М., МФГО, 1979.
- Территориальная организация народного хозяйства СССР / География СССР. Т. 17/ Итоги науки и техники. М.: ВИНИТИ, 1983.
- Размещение производства как фактор формирования региональных систем расселения//География населения СССР в условиях НТР: Основные факторы и изменения расселения. М.: Наука, 1988. Гл.1.

Редактирование:
- Экономическое районирование и народное хозяйство СССР / Вопросы географии. Сб. 65. М., 1964. — Ответственный редактор сборника.
- Территориальное планирование / География СССР. Т. 15 / Итоги науки и техники. М.: ВИНИТИ, 1979. — Научный редактор монографии.

## Память
Похоронен на Николо-Архангельском кладбище в Москве.